# Cricotopus ogasasextus
Cricotopus ogasasextus är en tvåvingeart som beskrevs av Sasa och Suzuki 1997. Cricotopus ogasasextus ingår i släktet Cricotopus och familjen fjädermyggor. Inga underarter finns listade i Catalogue of Life.